# Komárom
|  | No s'ha de confondre amb Komárno. |

Komárom - Komárno (eslovac) - és una antiga ciutat d'Hongria situada a totes dues vores del Danubi, a mig camí entre Budapest i Bratislava (a uns 100 km de cada ciutat). Després de la I Guerra Mundial, les regions del Regne històric d'Hongria situades més al nord i poblades principalment per eslaus que avui formen l'estat d'Eslovàquia, es van independitzar i es va unir amb Bohèmia i Moràvia formant Txecoslovàquia. Komárom, llavors, tot i ser aclaparadorament magiar, va quedar dividida entre dos estats; així la part al nord del Danubi, on es troba el centre històric, va passar a dependre de Txecoslovàquia, mentre que els barris més nous, al sud, van romandre a Hongria.
Actualment la part hongaresa es troba a la província de Komárom-Esztergom i té uns 20.000 habitants. La part eslovaca, oficialment Komárno, té gairebé 36.000 habitants distribuïts de la següent manera:
- magiars 60,1%
- eslovacs 34,7%
- gitanos 1,2%
- txecs 1,0%
- Altres 3,0%

A 3 km. hi ha la Fortalesa de Monostor.

## Fills il·lustres
- Gyula Beliczay (1835-1893), enginyer i compositor musical.